# Éric Lombard
Éric Lombard (Boulogne-Billancourt, 16. svibnja 1958.) francuski je političar.
Poznat je kao poduzetnik i političar koji od 2024. služi kao ministar gospodarstva i financija u vladi premijera Françoisa Bayroua. Od 2017. do 2024. bio je glavni izvršni direktor Caisse des dépôts et consignations.

## Karijera
Lombard je diplomirao na HEC Paris 1981. Radio je kao savjetnik Michela Sapina od 1991. do 1993., najprije u Ministarstvu pravosuđa, a potom u Ministarstvu gospodarstva i financija. Od 2014. član je Upravnog odbora Bpifrance.